# Scottie Thompson (cestista)
Earl Scottie Carreon Thompson (Padada, 12 luglio 1993) è un cestista filippino.

## Carriera

### Nazionale
Nel 2023 è stato convocato, con la nazionale filippina, per il Mondiale, concluso al ventiquattresimo posto finale. Nello stesso anno ha vinto la medaglia d'oro ai Giochi asiatici di Hangzhou.